# Brookfield (Connecticut)
Brookfield város az Amerikai Egyesült Államok Connecticut államában, Fairfield megyében. Lakosainak száma 17 528 fő (2020. április 1.).

## Népesség
A település népességének változása:

| 2010 | 16 452 |
| 2020 | 17 528 |